# ラリー・オーガスティン
ラリー・オーガスティン（英: Larry Augustin、1962年10月10日 - ）は、Amazon Web Servicesの元副社長。以前はSugarCRMの取締役会長を務めていた。元ベンチャーキャピタリストであり、VA Software（現Geeknet）の創設者でもある。インターネット・バブルの絶頂期、38歳にして書類上の億万長者となった。  
オーガスティンは2001年のドキュメンタリー映画『Revolution OS』に出演している。

## 幼少期と教育
オーガスティンはオハイオ州デイトンの郊外で育ったが、幼少期の一部をニューハンプシャー州の家族経営の農場で過ごした。
ノートルダム大学で電気工学の学士号を取得した後、ベル研究所から奨学金を得てスタンフォード大学で電気工学の修士号を取得。ベル研究所で1年間働いた後、スタンフォードに戻り博士号を取得した。

## 経歴
1993年、オーガスティンはスタンフォード大学の博士課程在学中にVA Research（後のVA Linux、Geeknet）を設立した。オーガスティンはYahoo!の創設者であるジェリー・ヤンとデビッド・ファイロのスタンフォード大学の同僚だった。ファイロとヤンはオーガスティンをセコイア・キャピタルに紹介し、セコイア・キャピタルはオーガスティンにベンチャーキャピタルを提供した。  
1999年11月、彼は共同開発環境（フォージ）であるSourceForge.netを立ち上げた。  
1999年12月9日、インターネット・バブルの最中、VA Linuxは新規株式公開により公開会社となり、当時38歳だったオーガスティンは書類上億万長者になった。  
2002年8月、オーガスティンはVA Linuxを離れ、2002年9月から2004年12月までAzure Capital Partnersのパートナーを務め、Azureのゼンド・テクノロジーズおよびMedsphereへの投資を主導した。
2005年、オーガスティンはSugarCRMの取締役会に加わり、2009年5月に最高経営責任者に任命された。  
オーガスティンは2019年2月にクレイグ・チャールトンがCEOに任命されるまでSugarCRMのCEOを務め、その後も取締役会長を務めた。  
2019年7月、オーガスティンはAmazon Web Servicesの副社長に就任した。彼は2021年にAmazonを退職した。  

## 私生活
オーガスティンは毎日仕事の後ジムでトレーニングをしている。結婚しており、1997年に生まれた娘がいる。  

### インタビュー
- インタビュー音声 - FLOSS Weekly
- インタビュー - Slashdot
- インタビュー - Linux Journal
- インタビュー - Small Business Trends